# Dynasty Warriors Vol. 2
Dynasty Warriors Vol. 2 est un hack 'n' slash sorti sur PlayStation Portable en 2006. Cette version a été remaniée par rapport à Dynasty Warriors sorti en 2004 sur PlayStation Portable et apporte maintenant un système de garde du corps et un système d'amitié.

## Accueil
- Eurogamer : 7/10[1]
- Famitsu : 31/40[2]
- Game Informer : 5/10[3]
- GamePro : 3/5[4]
- GameSpot : 6,1/10[5]
- GameSpy : 3/5[6]
- GameZone : 6,5/10[7]
- IGN : 5,4/10[8]
- Jeuxvideo.com : 13/20[9]